# Geplante Eisenbahnstrecken auf Vendsyssel

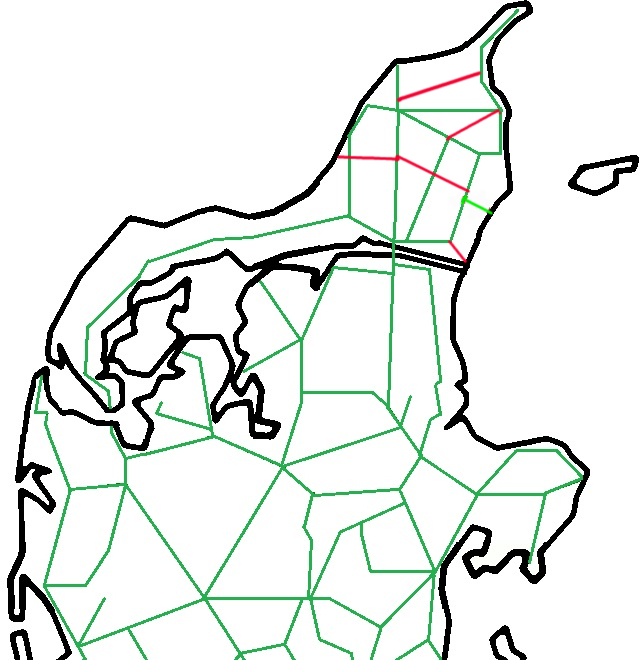
Geplante Bahnstrecken auf Vendsyssel, rot gezeichnet

Geplante Eisenbahnstrecken auf Vendsyssel waren mehrere Nebenstrecken in der historischen Landschaft Vendsyssel, dem östlichen Teil der dänischen Insel Vendsyssel-Thy (Nordjütische Insel), die mit verschiedenen Eisenbahngesetzen beschlossen wurden, jedoch nie zur Ausführung kamen.

## Geschichte
Wie in vielen anderen Ländern wurden Ende des 19. und zu Beginn des 20. Jahrhunderts in Dänemark zahlreiche Bahnstrecken geplant. Viele Orte wollten aus unterschiedlichen Gründen über die Eisenbahn „mit der großen Welt“ verbunden sein. Oftmals blieb es jedoch, meist aus Geldmangel oder nicht überzeugendem Betriebskonzept, bei nicht ausgeführten Planungen. Vendsyssel war bereits seit 1871 durch die Bahnstrecke Frederikshavn–Aalborg (Vendsysselbanen) im Landesinneren in Nord-Süd-Richtung von Aalborg bis Hjørring und anschließend in West-Ost-Richtung bis Frederikshavn erschlossen.
Die Bahnstrecke Frederikshavn–Skagen (Skagensbanen) nach Skagen ab 1890, zuerst als Schmalspurbahn, und die Bahnstrecke Hjørring–Hirtshals (Hirtshalsbanen) nach Hirtshals ab 1925 verbanden die Hafenstädte an der Nordküste der Insel mit der Vendsysselbane. An der Ostküste entlang wurden die Ortschaften durch die Bahnstrecke Fjerritslev–Frederikshavn ab 1897 verbunden, während der Westen seit 1913 durch die Hjørring–Løkken–Aabybro Jernbane (Løkkenbanen) eine weitere Schienenverbindung hatte. Die kleine Hafenstadt Aså an der Ostküste wurde 1914 durch die Bahnstrecke Ørsø–Asaa an die Strecke von Fjerritslev nach Frederikshavn angebunden.
Weitere Querverbindungen waren die Bahnstrecke Hjørring–Hørby ab 1913 und die Bahnstrecke Vodskov–Østervrå ab 1924, die zwischen der Vendsysselbane und der Ostküste verliefen.
Dazu gab es auf Vendsyssel einige weitere Eisenbahnstrecken, die mit Eisenbahngesetzen beschlossen, jedoch nie gebaut wurden. Zwei davon hätten in Brønderslev ihren Betriebsmittelpunkt gehabt. Mit den Strecken wären weitere Orte auf der Insel an das Schienennetz angeschlossen worden.

## Bahnstrecke Brønderslev–Ørsø
Die Bahnstrecke Brønderslev–Ørsø wurde mit dem Eisenbahngesetz vom 6. Mai 1921 beschlossen. Dabei wurde festgelegt, dass der Staat die Hälfte der Baukosten der als Privatbahn zu erstellenden Strecke übernehmen würde. Allerdings wurde niemals eine Konzession beantragt.
Die Strecke hätte gemeinsam mit der Bahnstrecke Brønderslev–Blokhus betrieben werden sollen, die ebenfalls nicht realisiert wurde.
An der Strecke mit etwa 35 Kilometern Länge sollten folgende Stationen errichtet werden:
- Brønderslev – Anschluss an die Bahnstrecke Frederikshavn–Aalborg
- Pollerhuse
- Klæstrup
- Hellum – Anschluss an die Bahnstrecke Vodskov–Østervrå
- Brønden
- Flauenskjold
- Dorf
- Ørsø – Anschluss an die Bahnstrecke Fjerritslev–Frederikshavn

## Bahnstrecke Brønderslev–Blokhus
Die Bahnstrecke Brønderslev–Blokhus wurde mit dem Eisenbahngesetz vom 20. März 1918 beschlossen. Dabei wurde festgelegt, dass der Staat die Hälfte der Baukosten der als Privatbahn zu erstellenden Strecke übernehmen würde.
Die Strecke hätte gemeinsam mit der Bahnstrecke Brønderslev–Ørsø betrieben werden sollen, die ebenfalls nicht realisiert wurde.
An der Strecke mit etwa 24 Kilometern Länge sollten folgende Stationen errichtet werden:
- Brønderslev – Anschluss an die Bahnstrecke Frederikshavn–Aalborg
- Øster Hjermitslev
- Manna
- Vester Hjermitslev – Anschluss an die Hjørring–Løkken–Aabybro Jernbane
- Over Jonstrup
- Hune
- Blokhus

## Bahnstrecke Frederikshavn–Østervraa
Die Bahnstrecke Frederikshavn–Østervraa wurde mit dem Eisenbahngesetz vom 20. März 1918 beschlossen. Diese Strecke war eine Verlängerung der im Eisenbahngesetz vom 27. Mai 1908 beschlossenen Bahnstrecke Vodskov–Østervrå. Dabei wurde festgelegt, dass der Staat die Hälfte der Baukosten der als Privatbahn zu erstellenden Strecke übernehmen würde. Eine Konzession wurde nie beantragt.
An der Strecke mit etwa 25 Kilometern Länge sollten folgende Stationen errichtet werden:
- Frederikshavn – Anschluss an die Bahnstrecke Fjerritslev–Frederikshavn, Bahnstrecke Frederikshavn–Aalborg und Bahnstrecke Frederikshavn–Skagen
- Vrangbæk
- Gærum
- Stenhøj
- Søholt
- Østervraa – Anschluss an die Bahnstrecke Hjørring–Hørby und Bahnstrecke Vodskov–Østervrå

## Bahnstrecke Gandrup–Hals
Die Bahnstrecke Gandrup–Hals wurde ebenso mit dem Eisenbahngesetz vom 20. März 1918 beschlossen. Das Gesetz enthielt zudem eine eventuelle Verlängerung der Strecke bis Hou. Dabei wurde festgelegt, dass der Staat die Hälfte der Baukosten der als Privatbahn zu erstellenden Strecke übernehmen würde. Eine Konzession wurde nie beantragt.
An der Strecke mit etwa zehn Kilometern Länge sollten folgende Stationen errichtet werden:
- Gandrup – Anschluss an die Bahnstrecke Fjerritslev–Frederikshavn
- Holtet
- Hals Færgehavn

## Bahnstrecke Hjørring–Aalbæk
Die Bahnstrecke Hjørring–Aalbæk (HA) wurde mit dem Eisenbahngesetz vom 28. Mai 1915 beschlossen. Dabei wurde festgelegt, dass der Staat 75 Prozent der Baukosten der als Privatbahn zu erstellenden Strecke übernehmen würde. Die Konzession wurde am 19. Dezember 1925 bewilligt.
Die Strecke wurde als Hauptstrecke konzipiert, wobei die Bahnstrecke Hjørring–Hirtshals ab dem Bahnhof Vellingshøj als Nebenstrecke geplant war. Allerdings wurde die Nebenstrecke nach Hirtshals zuerst fertig gestellt und am 18. Dezember 1925 eröffnet. 1933 wurde die ursprünglich geplante Streckenführung nach Aalbaek aufgegeben.
An der Strecke mit etwa 36 Kilometern Länge sollten folgende Stationen errichtet werden:
- Hjørring Vestbanegård – Anschluss an die Bahnstrecke Hjørring–Løkken–Aabybro und Bahnstrecke Hjørring–Hørby
- Vellingshøj
- Skibsby
- Vestermark
- Bjergby
- Mygdal
- Uggerby
- Tversted
- Tuen
- Sørig
- Kyllesbæk
- Ålbæk – Anschluss an die Bahnstrecke Frederikshavn–Skagen

Obwohl die Pläne für den Bau der Hjørring–Aalbæk Jernbane (HA) nicht mehr weiter verfolgt wurden, blieb der Gesellschaftsname HA bis 1932 weiter bestehen. Mit der Eröffnung der Strecke nach Hirtshals wurden die Fahrzeuge für die ursprünglich geplante Hjørring–Aalbæk Jernbane beschafft und mit dem Kennzeichen HA versehen, die diese bis in die 1940er Jahre trugen.
Insgesamt wurden folgende Fahrzeuge beschafft:
| Nummer | Name | Bauart           | Achsfolge | Hersteller       | Fabr.-Nr./ Baujahr | Besonderes                                                                               |
| ------ | ---- | ---------------- | --------- | ---------------- | ------------------ | ---------------------------------------------------------------------------------------- |
| 31     |      | Tenderlokomotive | 1 C t     | Henschel, Kassel | 20.448 1925        | zwischen 1943 und 1947 in HP 5 umgezeichnet, 1965 ausgemustert und in Vejle verschrottet |
| 32     |      | Tenderlokomotive | 1 C t     | Henschel, Kassel | 20.449 1925        | zwischen 1943 und 1947 in HP 6 umgezeichnet, 1965 ausgemustert und in Vejle verschrottet |

| Nummer | Achsfolge | Hersteller                | Fabr.-Nr./ Baujahr | Besonderes |
| ------ | --------- | ------------------------- | ------------------ | --- |
| M 31   | 1A A1     | Scandia, Randers          | 2.156 1925         | Triebwagen, 1945 in HP M 23 umgezeichnet, 1968 abgestellt, 1969 ausgemustert und verschrottet |
| HA 40  | B         | Breuer, Frankfurt am Main | 2.107 1940         | Rangiertraktor, 1945 in HP 41 umgezeichnet, 1955 an Sakskøbing Sukkerfabrik; 1962 an Lollandsbanen, LJ M 6; 1977 privat nach Ringsted verkauft, 1994 an Struer Jernbaneklub (1994–2008), 2007 restauriert und im Jernbanemuseet in Struer ausgestellt |

Dazu kamen von Scandia 1925 elf zweiachsige Güterwagen sowie 1926 drei Bænkevogn (Güterwagen mit Umrüstmöglichkeit für den Personentransport). 1925 kamen vom gleichen Lieferanten zwei Personenwagen 2./3. Klasse, zwei Personenwagen 3. Klasse, zwei Post-/Gepäckwagen sowie 1927 ein Beiwagen für den Triebwagen.
Die Gesellschaft gab 1925 Bahndienstmarken für den Bahnpostverkehr heraus, die mit HA gekennzeichnet waren und die 1927 in Hirtshals mit einem Stempel mit der Aufschrift Hjørring-Aalbæk JB versehen wurden, obwohl es diese Strecke nie gab.